# Carlos Buttice
Carlos Adolfo Buttice (Monte Grande, 17 dicembre 1942 – 3 agosto 2018) è stato un calciatore argentino, di ruolo portiere.

## Carriera

### Club
Ha fatto parte del San Lorenzo degli imbattibili, prima squadra argentina ad aver vinto il campionato senza alcuna sconfitta.
Emigrò in seguito nel calcio brasiliano, per giocare tra il 1971 e il 1974 prima nell'America di Rio de Janeiro, poi nel Bahia (con cui vinse due Campionati Baiani) e Corinthians. La sua lunga carriera continuò in patria con l'Atlanta (1975) e Gimnasia La Plata (1976).
In seguitò passò in Cile con l'Unión Española (1977-1980), con cui vinse un campionato.
Tornato in patria, militò nel Banfield (1981 e 1982), Colón de Santa Fe (1983) e Peñarol de Mar del Plata, dove si ritirò nel 1985.

## Palmarès

### Club
- Campionato argentino: 1

San Lorenzo: 1968
- Campionato cileno: 1

Unión Española: 1977